# نيكولاس جبريل سانشيز
نيكولاس جبريل سانشيز (بالإسبانية: Nicolás Sanchez)‏ (4 فبراير 1986 ببوينس آيرس في الأرجنتين - ) هو لاعب كرة قدم أرجنتيني في مركز الدفاع. لعب مع ريفر بليت وغودوي كروز ونادي راسينغ ونويفا شيكاجو.